# Kolbinger Höhle
Die Kolbinger Höhle ist eine natürliche 330 Meter lange Tropfsteinhöhle bei Kolbingen im Landkreis Tuttlingen in Baden-Württemberg. Sie liegt im Massenkalk des Malms der Schwäbischen Alb und ist die einzige Schauhöhle auf der Südwestalb.

## Geschichte
Der vordere Teil der Höhle, die domartige Stefanshöhle, war schon lange bekannt, wurde aber 1879 erstmals in der Oberamtsbeschreibung von Tuttlingen erwähnt. Im Jahre 1913 wurde dann der schön versinterte hintere Teil durch einige junge Männer aus Kolbingen entdeckt.
Danach erfolgten erste touristische Ansätze. Die Höhle wurde mit Kerzen und Karbidlampen beleuchtet und der Besuch war bis zum Ausbruch des Ersten Weltkriegs recht gut. Zwischen den beiden Weltkriegen ist es mit der Höhle ruhiger geworden. Nach dem Zweiten Weltkrieg wurden dann die Treppen und Brücken renoviert und eine elektrische Beleuchtung installiert. 1950 wurde ein großes Höhlenfest gefeiert. Nachdem Mängel in der Höhle aufgetreten waren, musste sie 1958 geschlossen werden. Als die Probleme behoben waren, konnte die Höhle 1968 wieder für die Besucher geöffnet werden. Die Kolbinger Höhle ist die einzige Schauhöhle der Südwestalb.
Oberhalb des Höhleneingangs und des Felsentores bietet eine bewirtete Schutzhütte des Schwäbischen Albvereins den Besuchern die Gelegenheit zur Rast.
Seit Juli 2016 ist die Kolbinger Höhle eine von 26 Infostellen des UNESCO Geoparks Schwäbische Alb.

## Beschreibung
Die Höhle liegt in 810 m ü. NHN. Sie besteht aus mehreren Hallen, die durch Engstellen miteinander verbunden sind und hat einen reichhaltigen Schmuck aus Tropfsteinen und Sinterbildungen; an der „Gralsburg“ im hinteren Teil des Führungsweges gibt es an einer Wand auch so genannte Mondmilch.

## Forschung
Die Vermessung der gesamten Höhle fand um das Jahr 1975 statt. Eine Neuvermessung des Schauhöhlenteils mittels Theodolit konnte im Laufe des Jahres 1997 durchgeführt werden. Mitte der 1980er Jahre wurde die Forschung insbesondere durch die „Arge Höhle und Karst Stuttgart“ intensiviert, wobei am Schachtgrund Knochen eines Braunbären gefunden wurden. Die Ortsgruppe Kolbingen des Schwäbischen Albvereins betreut vor allem den Schauhöhlenteil; die der Ortsgruppe angeschlossene Höhlenforschergruppe „SAVHK“ ist in den nicht für Besucher erschlossenen Teilen tätig.